# Merops ornatus
Merops ornatus е вид птица от семейство Meropidae.

## Разпространение
Видът е разпространен в Австралия, Индонезия, Източен Тимор, Папуа Нова Гвинея и Соломоновите острови.